# Y氏の隣人
『Y氏の隣人』（ワイしのりんじん）は、吉田ひろゆきによる日本の漫画作品。『週刊ヤングジャンプ』（集英社）にて1988年より2002年まで連載された。単行本は全19巻。文庫版全8巻（傑作選）も刊行されている。
続編として『Y氏の隣人R』（ワイしのりんじんアール）が同社『オースーパージャンプ』に2008年現在も不定期連載され、全1巻出ている。
またエンターテイメント番組『ギミア・ぶれいく』（TBSテレビ）内で竹下景子主演の「竹下景子のY氏の隣人」としてテレビドラマ化、さらにつぶやきシローらの主演でオリジナルビデオ化された。
漫画のタイトルを決める時、ファミレスのすかいらーくで担当と、当時アニメの「となりの・・・」から、「となりのY氏」と考えたが、言葉の座りが悪いとのことで、『Y氏の隣人』に決まった。『Y』は、吉田（YOSHIDA）の『Y』から。
完徹最高は３日間。

## 概要
1話完結の短編オムニバス作品。世の悩める者の元に、幸福の伝道師・ザビエールを始め死神や天使など様々な面々が訪れ、不思議な道具を与えて悩みを解消するが、時としてそれは幸福ではなく不幸な結果を招く事も。
世の中の不条理や人間のエゴが本作の通奏低音となっている。また「深すぎる欲望が悲劇を招く」事が多いが「欲望のない人生もまた無価値」という話も散見され、欲望のバランスを解くことが多い。
複数回登場するキャラクターの中には、前回とは違う職業で登場するものもおり、いわゆるスター・システムが採用されている。

## 登場人物
ザビエール
幸福の伝道師。その名の通り、フランシスコ・ザビエルのようなおかっぱ頭をしている。漫画での台詞の表記は漢字と片仮名になっている。悩める人間に「私ハ幸福ノ伝道師ザビエールト申シマアス」「オー、ナント切ナイタメ息ナンデショウ…」などと言って近づき「不思議な道具」を与え、幸せに導こうとする。それは必ずしもハッピーエンドに終わらず、時として不幸な結末も招く。
基本的に欲を制御できずに破滅した人間に対しては冷めた反応を返したり「ウシャシャシャシャ」などと嘲笑うが、悪人とは言えないような人間が不幸に見舞わられるとショックを受けたりする。
希に欲望に溺れた相手を助けたり、私欲ではなく善意の結果ルールを破って効力を失った相手と再会したりするが、その場合は相手は新たに一からやり直す姿が描かれている。
トヤマ
薬売り。悩める人間に「特別な薬」を与える。その薬の効果は前世の記憶を蘇らせるものや、感情を抑えるものなど様々である。他の人物たちのアイテムに比べるとその人間の体に作用するためか、効果が切れたり過剰摂取した時の反作用が体の異常として発露するケースがメイン。たまに薬に頼らずに生きる方を選んで返却される場合もある。
死神
作中では本名は語られない。オカマ口調で話す。二人称は「あーた」。冬瓜のような長太い顔に大きな福耳が特徴。ザビエール等とはちがい、レンタルビデオ店の店長やラッキーバンクの社長など、作品ごとに違う職業で登場する。今際の際に人が見るという走馬燈は彼がビデオを再生することで見せている。
壱互壱衛
出会い屋。悩める人間に「出会い」を斡旋する。その斡旋内容は家族に始まり、恩師・友人・恋人など多岐に渡る。斡旋された人物と関係を築くことで幸せが訪れるが、大体において幸せを得るまでに何らかの不都合や面倒を背負い込む羽目になる。その不都合に付き合いきれず、斡旋に背いた場合は不幸な結末を招くことがある。
天ン邪鬼
真理を追求する鬼。世間に騙され続ける「バカ正直な人間」にだけその姿を認識することが出来る。自身を認識した人間を「マトモな人間(欲や嘘に塗れた人間)」にしようと画策するが、大体の場合が「バカ正直な人間」に拍子抜けさせられてしまうことが多い。
福乃カメ
阿多福化粧品のセールスレディ。容姿は熟年の女性でお多福に似た下膨れの顔をしており、関西弁で話す。悩める人間に「特別な化粧品」を販売する。その化粧品を使用する事で幸せが訪れるが、欲に溺れて化粧を重ねすぎると不幸な結末を招くことがある。
グードル社のセールスマン
本業は印鑑を扱うセールスマン。であるのだが、怒りの感情を噴出させる怒気ガス、有名人の手相を印刷した手袋(はめるとその人の能力を得られる)など本業とはかけはなれた商品ばかり客に提供する。
福の神
Tシャツに短パンという非常にラフな格好をした神。名前の通り運を司っており、「善行銀行」のオーナーとして登場する。
善行銀行は様々な善行を積むことでポイントが加算されて行き、それを消費することで任意の幸運を得ることができる。受験成功などの本人の能力依存が強い願いの場合、ヤマが当たるなどの形で達成される。ローンや利子など、通常の銀行のようなシステムも備える。また、故人から遺産として継承することもできる。
ローンの場合、先に幸運を得て後から善行を積んでいく形になるが、きちんと返済しないと利子が膨れ上がっていく。そして、本人の命すらも代償とした善行(例えば全臓器をドナーとして提供するなど)でようやく返済できるレベルになると「破産」として強制執行されてしまう。
似たケースとして、自分の運勢を前借できるアイテムが何パターンか登場するが、善行銀行が地道にやって報われるケースがあるのに対し、己の人生全てを代償として使いつくして破滅するケースしかない。

## テレビドラマ版
「質草」「善行銀行」「恋愛ビデオ」などが『ギミア・ぶれいく』内で放送された。原作のストーリーをほぼそのまま映像化したものと、原作のアイデアをもとにオリジナルストーリーで進行するものがあった。

1998年4月５日放送版の出演は竹中直人、辻つとむ。
普通の生活を送っている人たちが、異様な世界に導かれて転落していく物語。全４話のオムニバス形式で、TBS系列にて放送された。
- 第１話「善意の街」

ゲストは戸田菜穂、大河内浩、栗本慎一郎、土屋久美子、寺田千穂、久保田寧子、内堀七美ほか。
- 第２話「ライフビデオ」

ゲストは高知東生、鳥越マリ、植村直子、東風静、新居朋子、馬島梨絵ほか。
- 第３話「欲望銀行」

ゲストは水野真紀、北村総一朗、田中広子、須永千重、結城しのぶ、川俣しのぶ、筒井万央、牧やよいほか。
- 第４話「僕の神様」

ゲストは加藤晴彦、河合美智子、高橋一生、中島陽子、斉藤ますみ、伊佐山ひろ子、本田博太郎ほか。

## オリジナルビデオ版
1997年12月18日にVHSで発売されたオリジナルビデオ作品。
- 監督：大井利夫
- 脚本：岡野ゆうき、高橋巖
- 撮影：末廣健治
- 音楽：中川孝、西川卓也
- 出演：つぶやきシロー、前田耕陽、宝井誠明、河野靖、今村理恵、吉田里深、堀川早苗